# 五马街道 (温州市)
五马街道是中国浙江省温州市鹿城区下辖的一个街道办事处，位于该市市中心，包括温州古城区的大部，面积2.55平方千米，人口12.25万人。
五马街道辖区内是温州传统的商业中心，有温州最著名的商业街五马街，也可称为“五马商圈”该商圈涵盖解放南路、蝉街、谢池巷、广场路、府前街、望江东路、公园路、百里东路、人民西路、人民中路、人民东路、环城东路、飞霞桥路、县前头、第一桥、城西街，均为商店密布的商业街。

## 行政区划
五马街道下辖以下地区：
鼓楼社区、墨池社区、八仙楼社区、百里坊社区、安澜社区、矮凳桥社区、十八家社区、府前社区、朔门社区、谢池社区、黎明西路社区、城西街社区、路湾社区和乘凉社区。